# 緒方れいな
緒方 れいな（おがた れいな、1979年5月1日 - ）は、日本の元AV女優。島根県出身。
身長：161cm。スリーサイズ：B:87cm(E-70)、W:58cm、H:84cm 。血液型：A型。 
趣味：映画鑑賞、音楽鑑賞。
性格：明るい、おっとりしている。   

## 略歴
- 1999年 - 『GoodVibration』でAVデビュー。

## 作品

### アダルトビデオ
- GoodVibration（1999年2月27日、アトラス21）
- 愛しのパイズリーナ（1999年3月25日、アトラス21）
- SweetHoneyパイ（1999年4月20日、アトラス21）
- パンストGirls 2（1999年9月29日、宇宙企画）他出演:遠野みずほ
- 猥褻女学園（1999年10月22日、フリーク）他出演:中居永遠
- Angel 42（1999年12月1日、アイデアポケット）
- 禁断界（1999年12月10日）他出演:川上良子
- Impression まるごと制服美少女コレクション（2001年6月1日、ダイレクトライン）他出演桜木ちひろ、秋野しおり、樹原まい
- 制服巨乳美女 1（2002年3月11日、麒麟堂）他出演:紺野沙織、木下はるか
- 放課後美少女かたろぐ10（アイデアポケット）
- 放課後美少女BESTかたろぐ 3（2002年8月8日、アイデアポケット）
- 性暴力スペシャル 肉体的・精神的な崩壊!!（グローバルメディアエンタテインメント）他出演:三浦あいか、新山理沙、山吹あかり、大石ひかる

## 雑誌
- メンズ・マスター 1999年02月号
- ギャルズディー 1999年3月号
- ベストビデオ 1999年04月号
- Don't 1999年5月号
- ビデ王 1999年7月号
- Dカップ・ジャパン 1999年9月号
- アクション写真塾 2000年06月号